# Белкин, Григорий Яковлевич
Григо́рий Я́ковлевич Бе́лкин (1 мая 1896, Мозырь, Минская губерния — 7 июля 1954, Чкалов) — советский учёный-ветеринар; доктор ветеринарных наук, профессор; ректор Витебского ветеринарного института (1937—1941).

## Биография
Родился 1 мая 1896 года в Мозыре (ныне — Гомельской области).
Окончив в 1921 году Московский ветеринарный институт, работал прозектором кафедры патологической анатомии Ленинградского ветеринарного института.
С 1929 года — заведующий кафедрой патологической анатомии и гистологии Витебского ветеринарного института. Одновременно с 1936 года — декан ветеринарного факультета, с 1 августа 1937 по 1941 год — директор института. За этот период увеличился набор студентов; были введены в эксплуатацию хирургический, терапевтический, инфекционный корпуса; оборудованы хирургическая, терапевтическая, акушерская, инфекционная и инвазионная клиники, рентген-кабинет; созданы учебные музеи — зоологический, анатомический, патологоанатомический, гельминтологический и др.
С 1941 года — заведующий кафедрой патологической анатомии, с 1942 по 7 июля 1944 года — декан факультета ветеринарной медицины, в 1944—1949 — заместитель по научной и учебной работе директора Оренбургского сельскохозяйственного института. В 1952—1953 годы исполнял обязанности заведующего кафедрой фармакологии.
Избирался депутатом Верховного Совета СССР 1-го созыва (1937—1946).
Умер в Чкалове 7 июля 1954 года, похоронен в Москве на Востряковском кладбище (кв. 36-3, ряд 1, уч. 13).

## Научная деятельность
Профессор (1929), доктор ветеринарных наук (1938, без защиты диссертации).
Автор 30 печатных работ.

### Избранные труды
- Справочник ветеринарного фельдшера / Под общ. ред. Г. Я. Белкина. — 2-е изд., испр. и доп. — [Чкалов] : Чкал. изд-во, 1952. — 676 с. — 10 000 экз.